# Koloni (biologi)
Denna artikel avhandlar den biologiska definitionen av "koloni". För andra betydelser, se koloni (olika betydelser)
En koloni (från latinets colonia) är i biologi en större mängd  individuella organismer av samma art som lever tätt ihop, ofta till fördel för hela kolonin. Ibland kan specialiseringen av individerna vara så långsträckt att de endast kan leva i kolonier. Några exempel är vissa insekter, som myror och honungsbin, lever endast i kolonier, och blåsmaneten (Physalia physalis), en organism som består av en koloni av fyra olika former av polyper.
En koloni av encelliga organismer kallas för en kolonial organism. Skillnaden på en flercellig organism och en kolonial organism är att den individuella organismen i en koloni kan överleva själv även om den separeras från kolonin, medan celler från en flercellig organism inte klarar detta. Grönalgssläktet Volvox är ett exempel på ett mellanstadium mellan dessa båda tillstånd. Det finns en hypotes om att koloniala organismer var ursprunget till de flercelliga organismerna.
En bakteriekoloni (eller koloni av andra mikroorganismer) definieras som ett kluster av organismer som växer på en yta av, eller inom ett fast medium, ofta odlad ur en enda cell. Eftersom alla organismer inom kolonin härstammar från en och samma förfader så är de genetiskt identiska (förutom de som förändras genom mutation).